# Ральцевич, Викентий Иванович
Викентий Иванович Ральцевич (20 января 1936 - 1 октября 2020) — советский белорусский художник.

## Биография
Родился 20 января 1936, деревне Горбовичи, Чаусский район, Могилёвская область, Белору́сская Сове́тская Социалисти́ческая Респу́блика, СССР.
В 1957 году закончил Минское художественное училище и Белорусский театрально — художественный институт (Белору́сская госуда́рственная акаде́мия иску́сств), Минск в 1963 году.
В 1963—1970 годах преподавал в Витебском педагогическом институте.
В настоящее время художник живёт и работает в Витебске.

## Творчество
Впервые его работы были выставлены в Москве в 1964 году на X Всесоюзной выставке дипломных работ. М. Климова в журнале «Творчество» писала: «Белорусский театрально — художественный институт показал всего 2 графические работы, из которых иллюстрации В. Ральцевича к повести К. Крапивы „Мядзведзічы“ — одно из ярких впечатлений выставки. Острота и выразительность композиционных решений, своеобразие и характернось типажа, четкость графического языка — все это говорит о художнике мыслящем и одарённом».
Это были работы, выполненные в литографии. Поиск новых технических средств для более полного воплощения своих замыслов был и остается постоянным для Ральцевича. Так на Всесоюзной выставке в Манеж (Москва) в 1966 году был выставлен его триптих «Старый Витебск» в технике гравюры на картоне. В сущности это не было гравюрой. Гравюра — это высокая печать. То что предложил Ральцевич, была плоская печать.
Многое внес Ральцевич и в развитие акварели. Его акварель отличается от классической тем, что он пользуясь щетинистой кистью, разрушает поверхность бумаги, пропитывая её чуть — ли не всю толщину краской, поэтому цвет становился насыщеннее и глубже и изобразительные возможности акварели увеличиваются.
Участвуя на 1-й Всесоюзной выставке акварели в 1965 году и на последующих выставках он обратил на себя внимание и художника в знак поощрения послали на международный пленер «Бещады 76» («Bieszczady 76»). Там акварель Ральцевича получила признание и была отмечена премией. Интересы Ральцевича в изобразительном искусстве разнообразны. Он небезуспешно работает в масляной н темперной живописи, занимается монументальной живописью, мозаикой и витражами. В витраже выработал свой стиль.
И наконец, в 1993 году была создана первая работа эзотерического искусства (ЭЗО). ЭЗО — это скульптурный рельеф, превращенный живописью в плоскость с отшлифованной поверхностью . ЭЗО ближе всего по сущности к камню — самоцвету. Сокрытая красота камня проявляется только после шлифовки.
В отличие от других изобразительных искусств, где цвет и форма преднамеренны, ЭЗО не предсказуемо и поэтому копии и повторения исключены. В сокрытых слоях красок ЭЗО, как и в живописи, происходят неожиданные метаморфозы. Только у живописи они остаются сокрытыми, а у ЭЗО при помощи шлифования удается заглянуть внутрь красочного слоя. Внутри красочный слой отличается от поверхности живописи также, как отшлифованный самоцвет от булыжника.
Неожиданно для себя художник открыл новый материк изобразительного искусства, где все ново, где новая техника требует нового философского осмысления, где на традиции трудно опереться.
Pаботы отмечены многочисленными премиями и являются частью государственных и частных собраний. В Германии его работы выставлялись в Гренцау и Бендорфе в 2014 и 2015 гг. (наряду с работами Армина Мюллер-Шталя).